# フランツェスカ・ティッセン＝ボルネミッサ
フランツェスカ・アンヌ・ドロレス・ティッセン＝ボルネミッサ・デ・カーソン・エト・インペールファルヴァ（Francesca Anne Dolores Freiin Thyssen-Bornemisza de Kászon et Impérfalva, 1958年6月7日 ローザンヌ - ）は、オーストリアの美術収集家。
1993年から2017年まで旧オーストリア皇帝家ハプスブルク＝ロートリンゲン家家長カール・ハプスブルク＝ロートリンゲンと結婚していた。離婚するまでフランツェスカ・フォン・ハプスブルク（Francesca von Habsburg）と名乗っていた。

## 略歴
美術品収集家のハンス・ハインリヒ・ティッセン＝ボルネミッサ男爵とその3番目の妻のフィオナ・キャンベル＝ウォルター（1932年 - ）の間の第1子、長女（父にとっては第2子）として生まれた。母はイギリス人のファッションモデルで、英国下院議員・ジャワ島副領事を務めた准男爵エドワード・キャンベルの孫娘であった。母がアレクサンドロス・オナシスとの再婚を望んだため、両親は1965年に離婚した。
スイスのル・ロゼ学院を卒業後、1973年にロンドン芸術大学セント・マーチンズ・カレッジに入学したが、2年後に中退した。大学中退後は女優・モデルとして働いた。1985年にスイス・ルガーノに戻って父の美術コレクションの管理者・学芸員となった。
1993年1月31日にマリアツェルにおいて、オーストリア元皇太子オットー・フォン・ハプスブルクの長男カールと結婚し、間に1男2女の3人の子女をもうけた。夫妻は2003年に円満な形で別居している。フランツェスカは現代美術の収集家・後援者として活動し、2002年にはウィーンにティッセン＝ボルネミッサ現代美術財団（TAB21）を設立し、同財団の理事長を務めている。財団を通じて、新しい現代美術品を委嘱し、定期的にビエンナーレに参加している。ボスニア・ヘルツェゴビナ紛争中にはクロアチアの文化遺産や美術品の保護活動を行い、戦争中に損傷した教会堂や絵画の修復を熱心に支援した。
2006年のテレビ映画『Kronprinz Rudolfs letzte Liebe』にベルギー王妃マリー・アンリエット役で出演している。
2017年にカールと離婚した。

## 子女
カールとの間に3人の子女がある。
- エレオノーレ・イェレナ・マリア・デル・ピラール・イオナ（1994年 - ）
- フェルディナント・ズヴォニミル・マリア・バルトゥス・カイト・ミハル・オットー・アンタル・バーナム・レオンハルト（1997年 - ）
- グロリア・マリア・ボグダナ・パロマ・レギーナ・フィオナ・ガブリエーラ（1999年 - ）